# Maserati Tipo 64
La Tipo 64 è una autovettura da competizione costruita dalla Maserati dal 1961 al 1962.

## Il contesto
Faceva parte della serie “Birdcage”, cioè un gruppo di vetture della Maserati che avevano un telaio particolare. Era un intricato impianto tubolare contenente circa 200 tubi di acciaio che richiamavano una gabbia di un uccellino ("Birdcage").
Partendo dalla base telaistica della Tipo 63 di cui conservava anche il motore, la Tipo 64 presentava una nuova sospensione posteriore con ponte De Dion, e cerchioni Amadori in fusione unica di magnesio. Altre modifiche furono introdotte per migliorare la distribuzione dei pesi.
Il primo esemplare aveva una carrozzeria disegnata da Franco Scaglione, ex-designer della Bertone, e venne costruito da Gentilini e Allegretti per la Scuderia Serenissima. Il secondo esemplare derivava da una Tipo 63 incidentata dalla squadra di Briggs Cunningham al Circuito di Laguna Seca nell'ottobre del 1961, e successivamente restaurata.

## Le competizioni
Costruita per partecipare alle competizioni del Campionato mondiale sportprototipi, il debutto dei due esemplari avvenne alla 12 Ore di Sebring del 1962 ma entrambi si ritirarono; lo stesso risultato per l'unico esemplare schierato alla Targa Florio di quello stesso anno. La Tipo 64 venne anche preiscritta alla 24 Ore di Le Mans senza poi partecipare alla competizione.
Il secondo esemplare, quello ricostruito, fu testato all'autodromo di Monza da Walt Hansgen, Bruce McLaren e Roger Penske. In seguito Alfred Momo, capo meccanico del Team Cunningham, sostituì il motore Maserati con un motore V8 di marca Ford da 7000 cm³ di cilindrata.

## Caratteristiche tecniche
L'accensione era doppia con spinterogeno di marca Marelli. L'alimentazione era ad aspirazione libera con sei carburatori di marca Weber e modello 35 DCV.
Il motore era un V12 a 60° ed aveva una cilindrata di 2985,5 cm³. L'alesaggio e la corsa erano rispettivamente di 70,4 e 64 mm. La distribuzione era a due valvole per cilindro, con un doppio albero a camme in testa per bancata. La lubrificazione era forzata con pompe di mandata e recupero. Il rapporto di compressione era di 10:1. Il sistema di raffreddamento era a circolazione d’acqua con pompa centrifuga. La potenza erogata era di 320 CV a 8200 giri al minuto.
I freni erano a disco sulle ruote con comando idraulico. Le sospensioni erano con molle elicoidali e ammortizzatori telescopici Armstrong, mentre quelle posteriori montavano il Ponte De Dion. Lo sterzo era a cremagliera. La trasmissione aveva un cambio a cinque velocità più la retromarcia montato in blocco con il differenziale.
La carrozzeria era biposto sport in alluminio. Il telaio era reticolato tubolare a traliccio.
La velocità massima era di 321 km/h.